# Listă de gasteropode din Republica Moldova
Fauna gasteropodelor din Republica Moldova include 129 de specii (toate din subclasa Orthogastropoda), inclusiv: 45 de melci acvatici și 84 de forme terestre.

## Supraordinul Neritopsina

### Ordinul Neritoida

###### Familia Neritidae
- Theodoxus cf. danubialis (Pfeiffer, 1828)
- Theodoxus euxinus (Clessin, 1886)
- Theodoxus fluviatilis (Linnaeus, 1758)
- Theodoxus transversalis (Pfeiffer, 1828)

## Supraordinul Heterobranchia

### Ordinul Triganglionata

###### Familia Valvatidae
- Borysthenia naticina (Menke, 1845)
- Valvata cristata Muller, 1774
- Valvata macrostoma Morch, 1864
- Valvata piscinalis (Muller, 1774)

### Ordinul Pulmonata

#### Subordinul Basommatophora

###### Familia Physidae
- Aplexa hypnorum (Linnaeus, 1758)
- Physa acuta Draparnaud, 1805
- Physa fontinalis (Linnaeus, 1758)

###### Familia Lymnaeidae
- Galba truncatula (Muller, 1774)
- Lymnaea stagnalis (Linnaeus, 1758)
- Myxas glutinosa (Muller, 1774)
- Radix auricularia (Linnaeus, 1758)
- Radix balthica (Linnaeus, 1758)
- Radix labiata (Rossmгssler, 1835)
- Stagnicola palustris (Muller, 1774)

###### Familia Acroloxidae
- Acroloxus lacustris (Linnaeus, 1758)

###### Familia Planorbidae
- Ancylus fluviatilis Muller, 1774
- Anisus septemgyratus (Rossmгssler, 1835)
- Anisus spirorbis (Linnaeus, 1758)
- Anisus vorticulus (Troschel, 1834)
- Anisus vortex (Linnaeus, 1758)
- Bathyomphalus contortus (Linnaeus, 1758)
- Ferrissia fragilis (Tryon, 1863)
- Gyraulus acronicus (Ferussac, 1807)
- Gyraulus albus (Muller, 1774)
- Gyraulus crista (Linnaeus, 1758)
- Gyraulus laevis (Alder, 1838)
- Hippeutis complanatus (Linnaeus, 1758)
- Planorbarius corneus (Linnaeus, 1758)
- Planorbis carinatus Muller, 1774
- Planorbis planorbis (Linnaeus, 1758)
- Segmentina nitida (Muller, 1774)

#### Subordinul Eupulmonata

##### Infraordinul Actophila

###### Familia Carychiidae
- Carychium minimum Muller, 1774
- Carychium tridentatum (Risso, 1826)

#### Clade Stylommatophora

##### Cladus Orthurethra

###### Familia Cochlicopidae
- Cochlicopa lubrica (Muller, 1774)
- Cochlicopa lubricella (Porro, 1838)

###### Familia Orculidae
- Sphyradium doliolum (Bruguiere, 1792)

###### Familia Valloniidae
- Acanthinula aculeata (Muller, 1774)
- Vallonia costata (Muller, 1774)
- Vallonia enniensis (Gredler, 1856)
- Vallonia excentrica Sterki, 1893
- Vallonia pulchella (Muller, 1774)

###### Familia Pupillidae
- Pupilla muscorum (Linnaeus, 1758)

###### Familia Vertiginidae
- Columella edentula (Draparnaud, 1805)
- Truncatellina claustralis (Gredler, 1856)
- Truncatellina costulata (Nilsson, 1823)
- Truncatellina cylindrica (Ferussac, 1807)
- Vertigo angustior Jeffreys, 1830
- Vertigo antivertigo (Draparnaud, 1801)
- Vertigo moulinsiana (Dupuy, 1849)
- Vertigo pusilla Muller, 1774
- Vertigo pygmaea (Draparnaud, 1801)

###### Familia Chondrinidae
- Granaria frumentum  (Draparnaud, 1801)

###### Familia Enidae
- Brephulopsis cylindrica (Menke, 1828)
- Chondrula tridens (Muller, 1774)
- Merdigera obscura (Muller, 1774)

###### Familia Clausiliidae
- Balea biplicata (Montagu, 1803)
- Bulgarica cana (Held, 1836)
- Bulgarica vetusta (Rossmгssler, 1836)
- Cochlodina laminata (Montagu, 1803)
- Cochlodina orthostoma (Menke, 1830)
- Laciniaria plicata (Draparnaud, 1801)
- Macrogastra borealis (Boettger, 1878)
- Ruthenica filograna (Rossmгssler, 1836)
- Serrulina serrulata (Pfeiffer, 1847)

###### Familia Ferussaciidae
- Cecilioides acicula (Muller, 1774)

###### Familia Punctidae
- Punctum pygmaeum (Draparnaud, 1801)

###### Familia Discidae
- Discus perspectivus (Megerle von Muhlfeld, 1816)

###### Familia Euconulidae
- Euconulus fulvus (Muller, 1774)

###### Familia Gastrodontidae
- Zonitoides nitidus (Muller, 1774)

###### Familia Zonitidae
- Aegopinella minor (Stabile, 1864)
- Aegopinella pura (Alder, 1830)
- Nesovitrea petronella (Pfeiffer, 1853)
- Oxychilus glaber (Rossmгssler, 1835)
- Vitrea contracta (Westerlund, 1871)
- Vitrea crystallina (Muller, 1774)
- Vitrea diaphana (Studer, 1820)

###### Familia Milacidae
- Tandonia kusceri (Wagner, 1931)

###### Familia Vitrinidae
- Vitrina pellucida (Muller, 1774)

###### Familia Limacidae
- Lehmannia jaroslaviae Grossu, 1967
- Limax cinereoniger Wolf, 1803
- Limax maximus Linnaeus, 1758

###### Familia Agriolimacidae
- Deroceras agreste (Linnaeus, 1758)
- Deroceras laeve (Muller, 1774)
- Deroceras reticulatum (Muller, 1774)
- Deroceras sturanyi (Simroth, 1894)
- Deroceras turcicum (Simroth, 1894)

###### Familia Arionidae
- Arion circumscriptus johnston, 1828
- Arion silvaticus Lohmander, 1937
- Arion subfuscus (Draparnaud, 1805)

###### Familia Bradybaenidae
- Fruticicola fruticum (Muller, 1774)

###### Familia Helicidae
- Arianta arbustorum (Linnaeus, 1758)
- Cepaea vindobonensis (Ferussac, 1821)
- Helicigona faustina (Rossmгssler, 1835)
- Helix lutescens Rossmгssler, 1837
- Helix pomatia Linnaeus, 1758

###### Familia Hygromiidae
- Euomphalia strigella (Draparnaud, 1801)
- Helicopsis instabilis (Rossmгssler, 1838)
- Helicopsis striata (Muller, 1774)
- Lindholmiola girva (Frivaldszky, 1835)
- Monacha cartusiana (Muller, 1774)
- Monachoides incarnatus (Muller, 1774)
- Monachoides vicinus (Rossmгssler, 1842)
- Perforatella dibotrion (Bielz, 1860)
- Pseudotrichia rubiginosa (Rossmгssler, 1838)
- Trochulus hispidus (Linnaeus, 1758)
- Xeropicta derbentina (Krynicki, 1836)
- Xeropicta krynickii (Krynicki, 1833)
- Xerolenta obvia (Menke, 1828)

##### Cladus Elasmognatha

###### Familia Succineidae
- Oxyloma elegans (Risso, 1826)
- Oxyloma sarsii (Esmark, 1886)
- Succinea putris (Linnaeus, 1758)
- Succinella oblonga (Draparnaud, 1801)

## Supraordinul Caenogastropoda

### Ordinul Sorbeoconcha

#### Subordinul Hypsogastropoda

##### Infraordinul Littorinimorpha

###### Familia Pomatiidae
- Pomatias rivularis (Eichwald, 1829)

###### Familia Aciculidae
- Platyla polita (Hartmann, 1840)

###### Familia Bithyniidae
- Bithynia leachii (Sheppard, 1823)
- Bithynia tentaculata (Linnaeus, 1758)

###### Familia Hydrobiidae
- Lithoglyphus naticoides (Pfeiffer, 1828)
- Potamopyrgus antipodarum (Gray, 1843)
- Turricaspia lincta (Milaschevich, 1908)
- Turricaspia triton (Eichwald, 1838)

### Ordinul Architaenioglossa

###### Familia Viviparidae
- Viviparus contectus (Millet, 1813)
- Viviparus viviparus (Linnaeus, 1758)

### Ordinul Sorbeoconcha

#### Subordinul Cerithiimorpha

###### Familia Thiaridae
- Esperiana esperi (Ferussac, 1823)
- Microcolpia daudebartii (Prevost, 1821)